# Larry Crowne
Larry Crowne ist eine romantische Komödie von Tom Hanks, der neben Julia Roberts und Bryan Cranston auch die Hauptrolle spielt. Der Film startete am 30. Juni 2011 in den deutschen Kinos.

## Handlung
Der stets optimistische Larry Crowne wird entlassen, weil er keinen College-Abschluss hat und bekommt auch keinen neuen Job. Um zu sparen, verzichtet er auf sein Auto und fährt Motorroller. Mit einem nachgeholten College-Abschluss will er seine Chancen auf dem Arbeitsmarkt verbessern. Am East Valley Community College, einer örtlichen Bildungseinrichtung mit niedrigen Gebühren, freundet er sich schnell mit seinen jüngeren Studienkollegen an.
Am selben College unterrichtet Professorin Mercedes Tainot – die sich gerade an einem persönlichen Tiefpunkt befindet – das Fach Kommunikation. Ihr Ehemann Dean Tainot verbringt viel Zeit auf nicht jugendfreien Internetseiten, anstatt an seinem neuen Buch zu arbeiten. Ihre Arbeit als Professorin empfindet Mercedes Tainot auch schon lange nicht mehr als erfüllend. Doch dann taucht Larry in ihrem Kurs auf und bringt Abwechslung in ihr Leben. Zunächst will sie keine Affäre mit ihm als ihrem Studenten anfangen und verlangt von Larry, ihr gemeinsames Abenteuer geheim zu halten. Doch nach einiger Zeit bemerkt Mercedes, dass sie Gefühle für Larry empfindet. Nachdem er seinen Kurs im Fach freies Sprechen abgeschlossen hat, bekennt sich Mercedes zu ihren Gefühlen und zu Larry.

## Soundtrack
Im Film werden sowohl im Vor- als auch im Abspann Titel von Electric Light Orchestra verwendet. Im Vorspann Hold on Tight aus dem Album Time, im Abspann Calling America aus Balance of Power.

## Kritik
In den englischsprachigen Medien fand der Film eine überwiegend negative Aufnahme, was sich in einer Positivquote von lediglich 36 Prozent auf Rotten Tomatoes widerspiegelt.

„Angesiedelt zwischen sozialer Tragikomödie und Romantic Comedy, unterspielt Tom Hanks als Regisseur und Hauptdarsteller konsequent die existenzielle Verunsicherung des Protagonisten, was die Figur allzu unglaubwürdig macht.“

„Hier geht es zwar um eine simple Liebesgeschichte, doch wie Hanks zu Beginn des Films die Wirtschaftskrise der USA einfängt, ist phänomenal und sagt mehr zu dem Thema als etwa ‚Company Men‘, der sich komplett der Situation widmet. Was danach kommt, ist vor allem ein schauspielerischer Schlagabtausch zwischen Hanks und Julia Roberts, die hier nach ‚Der Krieg des Charlie Wilson‘ erneut gemeinsam vor der Kamera stehen. Als romantische Komödie hat der Film dem Genre nicht allzu viel Neues beizufügen, ist aber immerhin angenehm zu schauen.“

„Leider verliert sich die feine, hochaktuelle Grundidee seiner Rezessions-Romanze im Banalen, zu flach gelegt sind Charaktere und Humor, zu reibungslos folgt rückschlagsfreier Aufbruch auf realistische Probleme. Die Botschaft vom amerikanischen Traum, von der Tatkraft und dem Glück des Tüchtigen flaut ab zur ökonomischen Seifenoper.“

## Veröffentlichung
Kinostart in den Vereinigten Staaten war am 1. Juli 2011; der traditionell auf einen Donnerstag fallende deutsche Kinostart erfolgte einen Tag zuvor am 30. Juni 2011. Bei einem Produktionsbudget von 30 Mio. US-Dollar konnte der Film weltweit 52 Mio. US-Dollar einspielen. In den deutschen Kinos haben den Film 424.089 Besucher gesehen.